# 唐括鼎
唐括鼎（?—?），金朝驸马，女真族，上京（今黑龙江省哈尔滨市阿城区南）率河人，太傅唐括德温长子。
金世宗第五女蜀国公主下嫁唐括鼎，赐宴神龙殿，唐括鼎世袭西北路没里山猛安，徙隶泰州。唐括鼎担任定武军节度使，金世宗对唐括鼎说：“朕很久不见石琚，精力比原来如何？你到官去看看他。”大定二十五年（1185年），六月庚申，皇太子完颜允恭薨。庚午，金世宗派遣遣左宣徽使唐括鼎回到中都，致祭皇太子。